# Helena Artmann Andresen
Helena Artmann Andresen (født 26. september 2001) er en dansk politiker.
Ved Folketingsvalget 2022 blev hun valgt ind for Sydjyllands Storkreds og Liberal Alliance med 1.143 personlige stemmer.
Efter valget blev Andresen partiets børne- og undervisningsordfører samt boligordfører.
Ved Folketingsvalget 2022 havde Andresen bopæl i Kolding og var ansat som salgsassistent i Partyland i Kolding Storcenter.